# National League (Fußball)
Die National League ist das oberste Fußballliga-System des englischen National League Systems, dem Bereich unterhalb der Football League (der sogenannte „Non-League football“) in England, also ab der 5. Klasse abwärts. Die National League ist unterteilt in drei Spielklassen, wobei die National League in der Hierarchie zuoberst angesiedelt ist. Die National League North und National League South, als regional organisierte Ligen, befinden sich eine Stufe darunter und Mannschaften aus diesen Ligen können zum Ende der Saison in die Conference National aufsteigen. Die National League (damals noch Football Conference) bestand bis 2004 aus nur einer Division, wurde jedoch aufgrund einer großen Umstrukturierung innerhalb des National League Systems zu Beginn der Saison 2004/05 erweitert.

## Struktur
Die National League bildet die Spitze des National League Systems (NLS), einer umfangreichen Struktur, die über 50 verschiedene Ligen unter der Schirmherrschaft der Football Association (FA) verbindet. Die National League ist auf der 1. Stufe des NLS, und die National League North sowie die National League South stellen die 2. Stufe dar. Oberhalb der League spielen die 92 englischen Profivereine in den obersten Ebenen des englischen Fußballs, in der Premier League und in der Football League; unterhalb der League sind die Ligen der 3. Stufe und die weiteren niederklassigeren Ligen des NLS.

### Aktuelle Regelung
Die oberste Division der National League – die ebensogenannte National League – besteht seit Beginn der Saison 2006/07 aus 24 teilnehmenden Vereinen. Die anderen Divisionen – National League North und National League South – bestehen aus jeweils 22 Vereinen. In allen drei Ligen treten die Vereine in einer einfachen Runde mit Hin- und Rückspiel in insgesamt 46 bzw. 42 Partien gegeneinander an. Jeder Sieg wird mit drei Punkten und jedes Remis mit einem Punkt belohnt.
Am Ende einer Saison steigt der Meister der National League direkt in die Football League Two auf. Darüber hinaus wird ein zweiter Aufsteiger ermittelt, der die Spielzeit zwischen der zweiten und fünften Position abgeschlossen hat und zwei Play-off-Runden gewinnt. Die zwei Aufsteiger werden durch die zwei Absteiger aus der Football League Two ersetzt, die in ihrer Liga die letzten beiden Plätze in der Abschlusstabelle belegt haben. Analog dazu steigen die letzten vier Mannschaften der National League in die darunterliegende National League North oder in die National League South ab. Die Entscheidung, in welche Liga ein Verein absteigt, wird vom Ausschuss der NLS innerhalb der FA getroffen, wobei die regionale Lage des Absteigers maßgebend ist.
Die Absteiger der National League werden durch Vereine aus der National League North und National League South ersetzt. Die jeweiligen Gewinner der beiden Ligen steigen direkt auf und werden durch einen dritten und vierten Aufsteiger begleitet, die innerhalb ihrer jeweiligen Liga als Playoff-Sieger hervorgegangen sind.

### Änderungen zum Abschluss der Saison 2005/06
Die Auf- und Abstiegsregelung wurde in der Saison 2005/06 aufgrund einer Aufstockung der National League von 22 auf 24 Vereine geändert. In dieser Spielzeit stiegen lediglich die letzten beiden Vereine aus der National League ab. Vier Vereine aus der National League North und National League South stiegen auf, die sich aus den Meistern und Playoff-Siegern zusammensetzten. Vorher mussten die beiden Playoff-Gewinner noch gegeneinander antreten, um den dritten Aufsteiger zu ermitteln, da nur drei Mannschaften aus der Conference National in die unteren Ligen abstiegen.
Die jeweils drei am Tabellenende platzierten Vereine der Conference North und Conference South bilden sechs Absteiger in NLS-Ligen der 3. Stufe, der Northern Premier League, der Southern League, und der Isthmian League. Die Meister dieser Ligen auf der 3. Stufe steigen in die Northern bzw. Southern League auf und werden von den Klubs begleitet, die am Ende der Spielzeit zwischen der zweiten und fünften Position abgeschlossen hat und zwei Play-off-Runden gewonnen haben. Der Ausschuss der NLS bestimmt auch hier, welchen Ligen die Absteiger aus der Conference North bzw. South beitreten und in welche Spielklasse die Aufsteiger aus Ligen der 3. Stufe jeweils eintreten.
Bei allen sportlich erreichten Aufstiegen, egal ob von der National League in die Football League, innerhalb der National League oder der verschiedenen Ligen der NLS, müssen Vereine bestimmte wirtschaftliche Voraussetzungen erfüllen. Sollte dies nicht der Fall sein, so kann einem Verein der Zugang in die höhere Liga verweigert werden.

## Geschichte
Die National League wurde 1979 als Zusammenschluss von Vereinen der Northern Premier League und Southern League unter dem ursprünglichen Namen Alliance Premier League gegründet. Seit 1984 wurde sie bekannt unter Namen von jeweils wechselnden Sponsoren. Die offizielle Bezeichnung Football Conference wurde 1986 eingeführt, was im 2015 auf National League geändert wurde. Die folgenden Sponsoren haben im Laufe der Zeit der Liga ihren Namen gegeben:
- 1984–1986: Gola (Gola League)
- 1986–1998: General Motors (GM Vauxhall Conference)
- 1998–2007: Nationwide Building Society (Nationwide Conference)
- 2007–2010: Blue Square (Blue Square Premier)
- 2010–2013: Blue Square Bet (Blue Square Bet Premier)
- 2013–2014: Skrill (Skrill Premier)
- 2014–2015: Vanarama (Vanarama Conference)
- Seit 2015: Vanarama National League

Eine automatische Auf- und Abstiegsregelung zwischen der National League und der Football League wurde für einen Verein im Jahr 1987 etabliert. Die Erweiterung auf zwei Vereine fand im Jahr 2003 statt.
Innerhalb der ersten 25 Jahre bestand die National League aus nur einer Spielklasse. Mit Beginn der Saison 2004/05 wurde sie auf drei Divisionen erweitert. Die ursprüngliche Liga wurde in Conference National umbenannt. Darüber hinaus wurden mit der Conference North und Conference South zwei neue Ligen gegründet. Die neuen Vereine für diese Ligen wurde aus der Northern Premier League, Southern League, und Isthmian League nach bestimmten Richtlinien des NLS-Ausschusses entnommen.

## Vereine der National League 2025/26
| National League     | National League North  | National League South      |
| ------------------- | ---------------------- | -------------------------- |
| Aldershot Town      | Alfreton Town          | Bath City                  |
| FC Altrincham       | Bedford Town           | Chelmsford City            |
| FC Boreham Wood     | FC Buxton              | Chesham United             |
| Boston United       | FC Chester             | Chippenham Town            |
| Brackley Town       | FC Chorley             | Dagenham & Redbridge       |
| Braintree Town      | Curzon Ashton          | Dorking Wanderers          |
| Carlisle United     | Darlington 1883        | Dover Athletic             |
| FC Eastleigh        | AFC Fylde              | Eastbourne Borough         |
| Forest Green Rovers | FC Hereford            | Ebbsfleet United           |
| FC Gateshead        | Kidderminster Harriers | Enfield Town               |
| FC Halifax Town     | King’s Lynn Town       | FC Farnborough             |
| Hartlepool United   | FC Leamington          | Hampton & Richmond Borough |
| FC Morecambe        | FC Macclesfield        | Hemel Hempstead Town       |
| AFC Rochdale        | AFC Marine             | FC Hornchurch              |
| Scunthorpe United   | Merthyr Town           | FC Horsham                 |
| Solihull Moors      | Oxford City            | Maidenhead United          |
| Southend United     | Peterborough Sports    | Maidstone United           |
| Sutton United       | FC Radcliffe           | FC Salisbury               |
| FC Tamworth         | Scarborough Athletic   | Slough Town                |
| Truro City          | FC South Shields       | Tonbridge Angels           |
| FC Wealdstone       | FC Southport           | Torquay United             |
| FC Woking           | Spennymoor Town        | AFC Totton                 |
| Yeovil Town         | AFC Telford United     | AFC Weston-super-Mare      |
| York City           | Worksop Town           | FC Worthing                |

## Meister der National League
| Saison | National League         | National League North | National League South  |
| --- | ----------------------- | --------------------- | ---------------------- |
| 1979/80 | FC Altrincham           |                       |                        |
| 1980/81 | FC Altrincham           |                       |                        |
| 1981/82 | FC Runcorn              |                       |                        |
| 1982/83 | FC Enfield              |                       |                        |
| 1983/84 | Maidstone United        |                       |                        |
| 1984/85 | FC Wealdstone           |                       |                        |
| 1985/86 | FC Enfield              |                       |                        |
| 1986/87 | FC Scarborough*         |                       |                        |
| 1987/88 | Lincoln City*           |                       |                        |
| 1988/89 | Maidstone United*       |                       |                        |
| 1989/90 | FC Darlington*          |                       |                        |
| 1990/91 | FC Barnet*              |                       |                        |
| 1991/92 | Colchester United*      |                       |                        |
| 1992/93 | Wycombe Wanderers*      |                       |                        |
| 1993/94 | Kidderminster Harriers  |                       |                        |
| 1994/95 | Macclesfield Town       |                       |                        |
| 1995/96 | Stevenage Borough       |                       |                        |
| 1996/97 | Macclesfield Town*      |                       |                        |
| 1997/98 | Halifax Town*           |                       |                        |
| 1998/99 | Cheltenham Town*        |                       |                        |
| 1999/2000 | Kidderminster Harriers* |                       |                        |
| 2000/01 | Rushden & Diamonds*     |                       |                        |
| 2001/02 | Boston United*          |                       |                        |
| 2002/03 | Yeovil Town*            |                       |                        |
| 2003/04 | Chester City*           |                       |                        |
| 2004/05 | FC Barnet*              | FC Southport          | Grays Athletic         |
| 2005/06 | Accrington Stanley*     | Northwich Victoria    | FC Weymouth            |
| 2006/07 | Dagenham & Redbridge*   | FC Droylsden          | FC Histon              |
| 2007/08 | Aldershot Town*         | Kettering Town        | FC Lewes               |
| 2008/09 | Burton Albion*          | FC Tamworth           | AFC Wimbledon          |
| 2009/10 | Stevenage Borough*      | FC Southport          | AFC Newport County     |
| 2010/11 | Crawley Town*           | Alfreton Town         | Braintree Town         |
| 2011/12 | Fleetwood Town*         | FC Hyde               | FC Woking              |
| 2012/13 | Mansfield Town*         | FC Chester            | Welling United         |
| 2013/14 | Luton Town*             | AFC Telford United    | FC Eastleigh           |
| 2014/15 | FC Barnet*              | AFC Barrow            | FC Bromley             |
| 2015/16 | Cheltenham Town*        | Solihull Moors        | Sutton United          |
| 2016/17 | Lincoln City*           | AFC Fylde             | Maidenhead United      |
| 2017/18 | Macclesfield Town*      | Salford City          | Havant & Waterlooville |
| 2018/19 | Leyton Orient*          | Stockport County      | Torquay United         |
| 2019/20 | AFC Barrow*             | King’s Lynn Town      | FC Wealdstone          |
| 2020/21 | Sutton United*          | nicht beendet         | nicht beendet          |
| 2021/22 | Stockport County*       | FC Gateshead          | Maidstone United       |
| 2022/23 | AFC Wrexham*            | AFC Fylde             | Ebbsfleet United       |
| 2023/24 | FC Chesterfield*        | FC Tamworth           | Yeovil Town            |
| 2024/25 | FC Barnet*              | Brackley Town         | Truro City             |
| * Aufstieg in die Football League (Fourth Division bis 1991, Third Division zwischen 1992 und 2003 und Football League Two ab 2004) |                         |                       |                        |

## Ehemalige Vereine der National League, die jetzt in der Football League spielen
| Verein             | Jahre in der National League                         | Ligenzugehörigkeit in der Saison 2025/26 |
| ------------------ | ---------------------------------------------------- | ---------------------------------------- |
| Accrington Stanley | 2003–2006                                            | EFL League Two                           |
| FC Barnet          | 1979–1991; 2001–2005; 2013–2015; 2018–2025           | EFL League Two                           |
| AFC Barrow         | 1979–1983; 1984–1986;1989–1992; 1998–1999; 2004–2020 | EFL League Two                           |
| Bristol Rovers     | 2014–2015                                            | EFL League Two                           |
| FC Bromley         | 2015–2024                                            | EFL League Two                           |
| Burton Albion      | 2002–2009                                            | EFL League One                           |
| Cambridge United   | 2005–2014                                            | EFL League Two                           |
| Cheltenham Town    | 1985–1992; 1997–1999; 2015–2016                      | EFL League Two                           |
| FC Chesterfield    | 2018–2024                                            | EFL League Two                           |
| Colchester United  | 1990–1992                                            | EFL League Two                           |
| Crawley Town       | 2004–2011                                            | EFL League Two                           |
| Doncaster Rovers   | 1998–2003                                            | EFL League One                           |
| Exeter City        | 2003–2008                                            | EFL League One                           |
| Fleetwood Town     | 2010–2012                                            | EFL League Two                           |
| Grimsby Town       | 2010–2016, 2021–2022                                 | EFL League Two                           |
| Harrogate Town     | 2004–2020                                            | EFL League Two                           |
| Leyton Orient      | 2017–2019                                            | EFL League One                           |
| Lincoln City       | 1987–1988; 2011–2017                                 | EFL League One                           |
| Luton Town         | 2009–2014                                            | EFL League One                           |
| Mansfield Town     | 2008–2013                                            | EFL League One                           |
| AFC Newport County | 2010–2013                                            | EFL League Two                           |
| Notts County       | 2019–2023                                            | EFL League Two                           |
| Oldham Athletic    | 2022–2025                                            | EFL League Two                           |
| Oxford United      | 2006–2010                                            | EFL Championship                         |
| Salford City       | 2016–2019                                            | EFL League Two                           |
| Shrewsbury Town    | 2003–2004                                            | EFL League Two                           |
| FC Stevenage       | 1994–2010                                            | EFL League One                           |
| Stockport County   | 2011–2022                                            | EFL League One                           |
| Tranmere Rovers    | 2015–2018                                            | EFL League Two                           |
| AFC Wimbledon      | 2008–2011                                            | EFL League One                           |
| AFC Wrexham        | 2008–2023                                            | EFL Championship                         |
| Wycombe Wanderers  | 1985–1986; 1987–1993                                 | EFL League One                           |